# Distretto di Ula

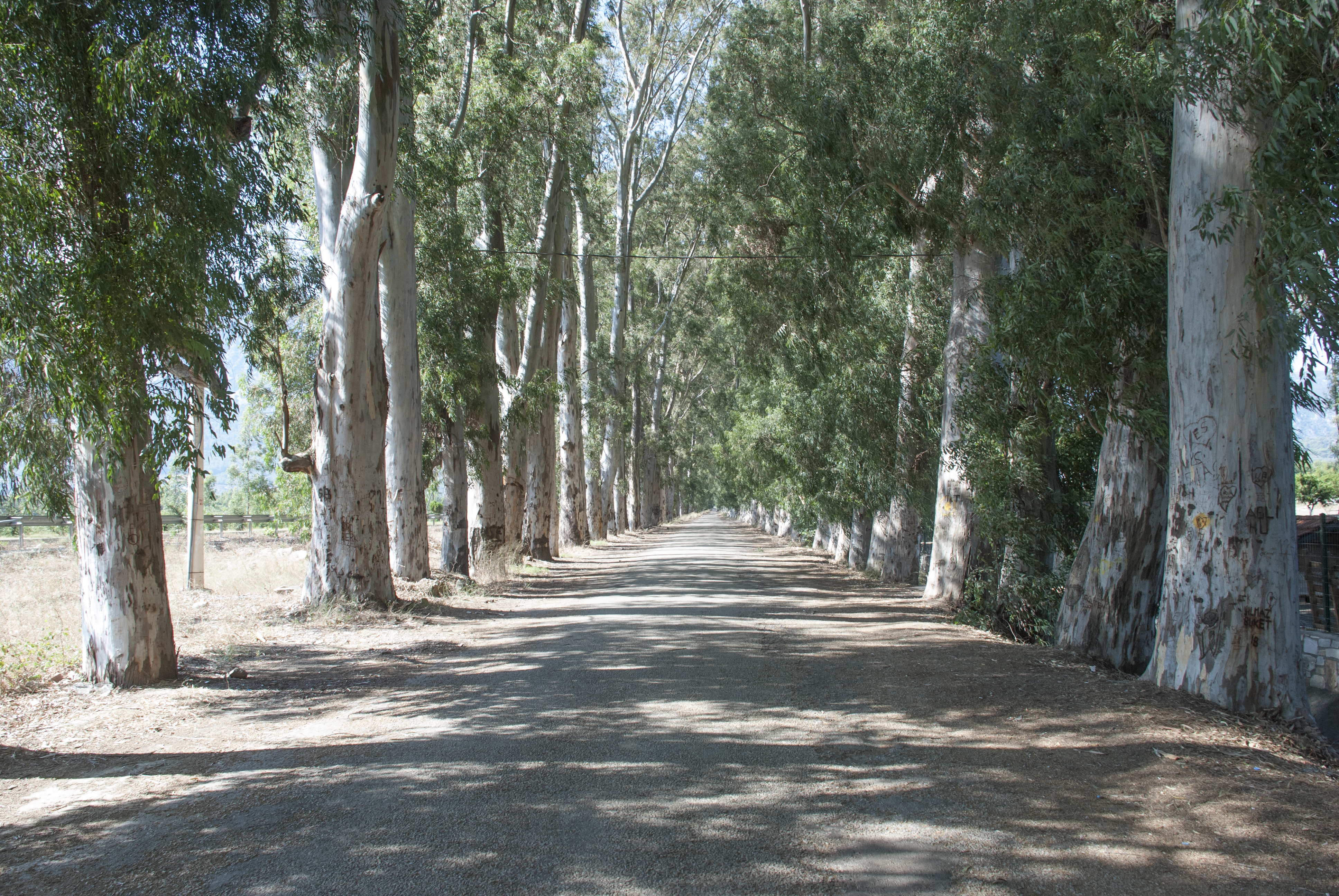
Eucalyptus Tunnel in Ula (Turkey) District

Il distretto di Ula (in turco Ula ilçesi) è uno dei distretti della provincia di Muğla, in Turchia.